# Aalesund-Klasse
Die Aalesund-Klasse war eine Serie von zwei geplanten Zerstörern der norwegischen Marine, die 1939 auf Kiel gelegt wurden und sich während der deutschen Besetzung Norwegens im April 1940 im Bau befanden. Die Kriegsmarine gab ihnen die Kennzeichnungen ZN 4 und ZN 5 bzw. später TA 7 und TA 8 und baute sie weiter. TA 7 wurde 1944 vom norwegischen Widerstand und TA 8 1945 durch einen britischen Luftangriff zerstört. Benannt war die Schiffsklasse nach der Stadt Ålesund.

## Technische Daten
Die beiden Schiffe der Klasse sollten eine größere und verbesserte Ausführung der Zerstörer der Sleipner-Klasse werden und eine deutliche Modernisierung für die zumeist mit veralteten Schiffen ausgerüstete norwegische Marine darstellen. 
Nach ihrer Fertigstellung sollten sie 100,6 Meter lang sowie 10,6 Meter breit werden und einen Tiefgang von maximal 3,20 Metern aufweisen. Die Konstruktionsverdrängung sollte für die beiden Einheiten 1278 bzw. 1298 Tonnen, die maximale 1694 bzw. 1721 Tonnen betragen. Für den Antrieb waren zwei Sätze De Laval-Getriebeturbinen mit drei Yarrow-Kesseln vorgesehen. 30.000 PS sollten auf zwei Wellen wirken und eine Höchstgeschwindigkeit von 34 Knoten ermöglichen. Bei 19 Knoten und 300 Tonnen Öl sollte eine Reichweite von 1375 Seemeilen erreicht werden. Für die Besatzung waren 130 Offiziere und Mannschaften vorgesehen.
Die Planungen sahen eine Bewaffnung von vier 120-mm-Geschützen (davon zwei im Doppelschild auf der Back), vier 40-mm-Bofors-Flak oder – je nach Quelle – zwei 40-mm-Bofors-Flak und zwei 12,7-mm-Maschinengewehre vor. Dazu kamen vier 53,3-cm-Torpedorohre, die in 2er-Gruppen mittschiffs platziert werden sollten. Im damaligen internationalen Vergleich waren diese Schiffe nahezu gleichwertig bewaffnet, dies galt jedoch nicht für die Torpedobewaffnung.

## Geschichte

### Baubeginn für die norwegische Marine
Während der Bauzeit trugen die beiden Schiffe üblicherweise noch keine Namen und wurden lediglich unter den Konstruktionsbezeichnungen eins und zwei geführt. Auch später angedachte Namen waren noch keine vorgesehen. Beide wurden im April 1939 unter den Baunummern 129 und 130 bei der Marinens Hovedværft auf Karljohansvern in Horten auf Kiel gelegt. 
Bei der deutschen Besetzung Norwegens fand die Wehrmacht die beiden Neubauten am 9. April 1940 noch im Anfangsstadium ihrer Fertigung auf den Helligen vor und beschlagnahmte sie.

### Weiterbau für die Kriegsmarine
Den beiden Schiffen gab die Kriegsmarine zunächst die Kennzeichnungen ZN 4 und ZN 5 für „Zerstörer Norwegen“ und plante den Weiterbau. Angesichts der geringen Größe und Kampfkraft klassifizierte sie diese 1941 zu „Torpedobooten Ausland“ um und führte sie weiter als TA 7 und TA 8. 
Die Kriegsmarine überarbeitete die Konstruktionspläne. Sie sahen nun eine Standardverdrängung von 1478 und eine maximale Verdrängung von 1694 Tonnen vor. Als Bewaffnung waren statt der vier 120-mm-Geschütze nun drei einzelne 105-mm-, zwei 37-mm- und sechs 20-mm-Flak sowie vier 53,3-cm-Torpedorohre in einem Vierlingssatz geplant. Als Besatzung waren nun 8 Offiziere und 154 Mannschaften vorgesehen. Für die Zeit nach der Fertigstellung war bereits vorgesehen, das TA 8 der 5. Torpedoboot-Flottille zuzuordnen.
Der Weiterbau wurde von den Norwegern verzögert und ging nur langsam voran. Der Stapellauf von TA 7 fand am 29. Mai 1941 statt, der von TA 8 am 30. Juni 1943. Beide Schiffe wurden bis Kriegsende jedoch nicht mehr fertig. TA 7 sprengten norwegische Widerstandskämpfer am 27. September 1944 in Horten durch eine Bombe im Maschinenraum. Bevor der fertige Bootskörper des zweiten Schiffes, TA 8, zur Ausrüstung nach Deutschland geschleppt werden konnte, wurde er durch einen britischen Luftangriff am 23. Februar 1945 in Horten versenkt.

### Verbleib
Nach dem Zweiten Weltkrieg hoben die Norweger das Wrack von TA 8. Vorübergehend erwogen sie, das Schiff als Aalesund weiterzubauen, allerdings kamen sie wieder davon ab. 1956 verkauften sie den Rumpf endgültig zum Abbruch.